# Jacqueline Cochran
Jacqueline „Jackie” Cochran (ur. 11 maja 1906 w Muscogee na Florydzie, zm. 9 sierpnia 1980 w Indio w Kalifornii) – amerykańska pilotka i pionierka lotnictwa, pierwsza kobieta, która przekroczyła barierę dźwięku. Podczas II wojny światowej pracowała na rzecz Women’s Auxiliary Army Corps (WAAC) oraz współtworzyła i prowadziła Women Airforce Service Pilots (WASP), była jak dotąd jedyną kobietą na stanowisku prezydenta Międzynarodowej Federacji Lotniczej (FAI).

## Dzieciństwo i wczesna młodość
Większość dostępnych informacji na temat dzieciństwa i młodości Cochran, pochodzi z jej własnych relacji, według których była adoptowana, możliwe, że nie jest to prawda.
Jacqueline Cochran, urodziła się na Florydzie. Niektóre źródła podają dokładne miejsce: miasteczka Pensacola, DeFuniak Springs czy Muscogee. Wychowała się jako Bessie Lee Pittman, najmłodsza z pięciorga rodzeństwa, jej rodzicami byli Mary i Ira Pittman, który pracował w tartaku. Gdy Bessie miała około 8 lat, rodzina przeniosła się w poszukiwaniu pracy do Georgii. Bessie ukończyła zaledwie 3 klasy, od siódmego roku życia pracowała, najpierw jako pomoc domowa, a po przeprowadzce do Georgii w przędzalni bawełny. Chociaż Cochran utrzymywała, że żyła w straszliwej biedzie (nie miała butów, czystych ubrań i przymierała głodem), członkowie rodziny Pittmanów twierdzą, że jej relacja była mocno przesadzona.
Niektóre źródła podają, że około 1920 roku (kiedy miała 13 lub 14 lat) Bessie poślubiła Roberta Cochrana i urodziła syna, również Roberta, który zmarł w 1925 roku w wieku 5 lat. Małżeństwo rozpadło się, Bessie pozostawiła sobie nazwisko Cochran.
W latach 20. zaczęła pracować w salonach piękności w Montgomery w Alabamie a potem w Pensacoli na Florydzie. W latach 1925–1928 uczęszczała na kurs dla pielęgniarek, którego ostatecznie nie ukończyła.

## Biznes i życie prywatne
W latach 30. przeniosła się do Nowego Jorku i zaczęła używać imienia Jacqueline. Już jako Jacqueline Cochran założyła własną firmę kosmetyczną. Wtedy też poznała Floyda Bostwicka Odluma, założyciela Atlas Corporation i dyrektora generalnego hollywoodzkiej wytwórni filmowej RKO. Spotykali się w tajemnicy aż do rozwodu Odluma i pobrali się w 1936 roku. Odlum pomógł Cochran rozwinąć firmę a także zainteresował ją samolotami. Cochran wykorzystywała latanie do promocji swoich kosmetyków. Firma kosmetyczna rozwijała się i przynosiła zyski pod zarządem założycielki aż do momentu sprzedaży w 1963 roku. Małżeństwo okazało się trwałe i szczęśliwe, Cochran i Odlum mieszkali na wspólnym ranczu w Kalifornii aż do śmierci Floyda w 1976 roku.

## Kariera lotnicza

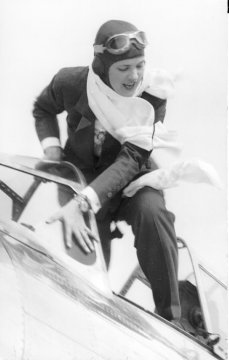
1938 Bendix Race

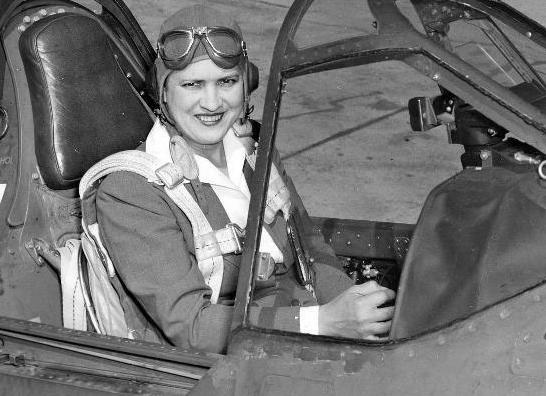
Cochran w kokpicie Curtiss P-40 Warhawk

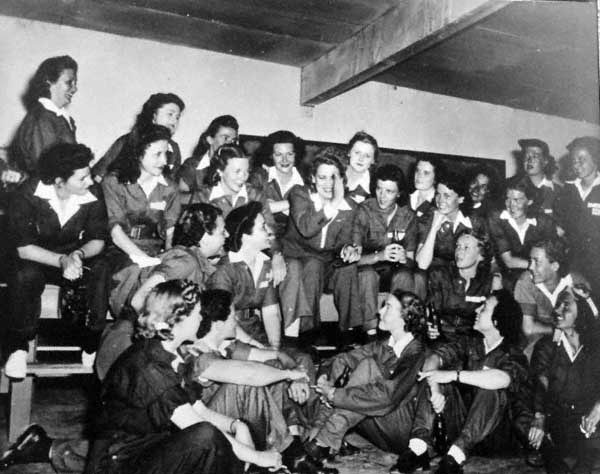
Cochran (na środku) z pilotkami szkolonymi w ramach WASP

W 1932 roku na lotnisku Roosevelt Airfield na Long Island Cochran przeszła pierwszy kurs pilotażu, licencję zdobyła po zaledwie trzech tygodniach nauki, dwa lata zajęło jej zdobycie licencji komercyjnej. Wkrótce Jaqueline, znana wśród znajomych jako „Jackie”, zainteresowała się wyścigami lotniczymi. Zaprzyjaźniła się z Amelią Earhart. Była jedyną kobietą rywalizującą w MacRobertson Air Race (z Londynu do Melbourne) w 1934 roku. W 1937 roku jako jedyna kobieta wzięła udział w wyścigu Bendix (z Los Angeles do Cleveland). W tym samym roku ustanowiła kilka kobiecych krajowych rekordów prędkości. W 1938 miała już opinię najlepszej pilotki w Stanach Zjednoczonych. Zwyciężyła w Bendix i ustanowiła nowy międzykontynentalny rekord prędkości oraz wysokości przelotu. W latach 30. została także pilotką doświadczalną. Cochran była pierwszą kobietą, która pilotowała bombowiec przez Atlantyk, pierwszą kobietą, która przekroczyła barierę dźwięku oraz wykonała start i lądowanie z pokładu lotniskowca samolotem odrzutowym. Pięciokrotnie zdobyła Harmon Trophy dla najwybitniejszej lotniczki. Czasem nazwana królową prędkości (ang. Speed Queen), w chwili jej śmierci w 1980 roku, żaden inny pilot nie miał tylu rekordów prędkości, odległości czy wysokości co Jaqueline Cochran.

### II wojna światowa
W sierpniu 1940 roku Cochran napisała do Eleanor Roosevelt z propozycją utworzenia kobiecego oddziału w ramach Sił Powietrznych Wojsk Lądowych Stanów Zjednoczonych (USAAF). Była przekonana, że pilotki mogą z powodzeniem wziąć na siebie ciężar transportowych lotów krajowych, aby więcej pilotów można było oddelegować do lotów bojowych. Chciała objąć dowodzenie nową organizacją. Początkowo pomysł Cochran został odrzucony przez armię, tak samo jak opracowana niezależnie podobna propozycja innej pilotki Nancy Harkness Love.

#### Air Transport Auxiliary
Chociaż propozycja utworzenia kobiecej jednostki pomocniczej została odrzucona, generał Henry H. „Hap” Arnold, dowódca USAAF, zasugerował Cochran zbadanie, jak działają jednostki kobiece w Air Transport Auxiliary (ATA) w Wielkiej Brytanii. Co więcej, zanim Stany Zjednoczone przystąpiły do II wojny światowej, w lipcu 1941 roku Cochran jako pierwsza kobieta pilotowała bombowiec (Lockheed Hudson V) przez Atlantyk w ramach działań „Wings for Britain”, organizacji, która zajmowała się transportowaniem wyprodukowanych w Stanach samolotów do Anglii. W Anglii Cochran zaproponowała swoją pomoc w ATA, która rekrutowała między innymi kobiety do pracy na rzecz Royal Air Force. Przez kilka miesięcy Cochran szkoliła lotniczki oraz rekrutowała ochotniczki w USA i pomagała im dostać się do Anglii. W szeregach ATA służyła w randze Flight Captain, która odpowiada randze podpułkownika (ang. Flight lieutenant).

#### Women Airforce Service Pilots
W obliczu rosnącego zapotrzebowania na wyszkolonych pilotów w 1942 roku w armii zaczęto rozważać wzięcie pod uwagę propozycji wykorzystania pilotek w służbach pomocniczych. Podczas gdy Cochran przebywała w Wielkiej Brytanii, we wrześniu 1942 roku generał Arnold zatwierdził utworzenie Women's Auxiliary Ferrying Squadron (WAFS) – Kobiecego Pomocniczego Szwadronu Transportowego pod dowództwem Nancy Harkness Love. Bazą jednostki była Castle Air Base w Wilmington w stanie Delaware a jej głównym celem było wykonywanie lotów transportowych. Usłyszawszy o utworzeniu WAFS, Cochran powróciła do USA, gdzie stanęła na czele całego programu szkolenia kobiet na potrzeby lotów transportowych, w ramach Women's Flying Training Detachment (WFTD) – Kobiecego Oddziału Szkolenia Lotniczego. W sierpniu 1943 roku WAFS i WFTD zostały połączone, utworzono organizację Women Airforce Service Pilots (WASP) – Pilotek Pomocniczych Sił Powietrznych, której kierownictwo objęła Cochran, Nancy Love stanęła na czele Ferrying Division – Działu Transportu.
Jako dyrektor WASP Cochran nadzorowała szkolenie setek kobiet na lotnisku Avenger Field w Sweetwater w Teksasie w okresie od sierpnia 1943 roku do grudnia 1944 roku, kiedy oddział WASP został dezaktywowany. Mimo że praca Cochran i WASP była oceniana bardzo dobrze, włączenia w szeregi Sił Powietrznych pilotki WASP doczekały się dopiero w 1977 roku, chociaż generał Arnold zabiegał o to już w roku 1944.

#### Odznaczenie Distinguished Service Medal
W 1945 roku za służbę jako koordynatorka pracy kobiet jako pilotów dla Armii USA (w tym za kierowanie WASP), Jaqueline Cochran została odznaczona Medalem Sił Lądowych za Wybitną Służbę (ang. Distinguished Service Medal).

### Po wojnie
Pod koniec wojny pracowała jako korespondentka magazynu Liberty, w tej roli była obecna podczas podpisania aktu kapitulacji Japonii na Filipinach. Pojechała do Japonii, przeprowadziła wywiady z Czang Kaj-szekiem i Mao Zedongiem, relacjonowała Procesy norymberskie.
W 1948 roku wstąpiła w szeregi rezerwy Sił Powietrznych w randze podpułkownika (ang. lieutenant colonel). W roku 1969 awansowała na pułkownika (ang. colonel), przeszła w stan spoczynku w 1970 roku.

#### Kolejne rekordy

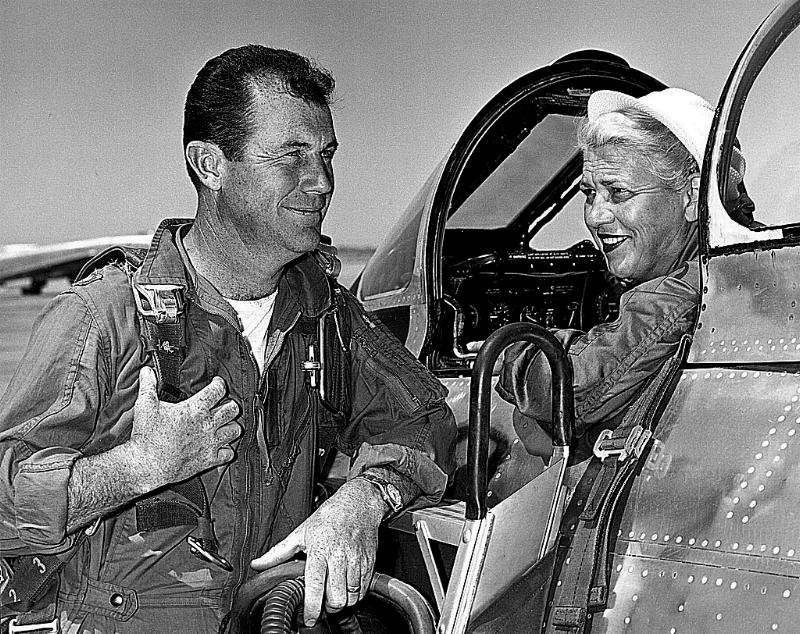
Cochran w samolocie F-86 i Charles E. Yeager.

Po wojnie zainteresowała się samolotami o napędzie odrzutowym.
W 1953 poznała Chucka Yeagera, z którym połączyła ją wieloletnia przyjaźń. Yeager pomógł jej w treningach na samolotach odrzutowych i towarzyszył podczas lotów. 18 maja 1953 roku Cochran pokonała barierę dźwięku jako pierwsza kobieta w historii. Nowe rekordy prędkości ustanawiała, pilotując w 1953 roku F-86, wypożyczony od Kanadyjskich Sił Powietrznych.
W latach 60. pracowała jako pilot doświadczalny dla Northrop Corporation i Lockheed. Jej główną rywalką w tamtym czasie była francuska pilotka Jacqueline Auriol, która również pobiła wiele rekordów prędkości. W 1961 roku Cochran ustanowiła osiem rekordów, pilotując Northropa T-38 Talona. W 1964 roku, pilotując Lockheeda F-104 Starfightera, Cochran ustanowiła trzy rekordy prędkości, w tym podczas lotu na odległość 15/25 km, gdy poleciała z prędkością 2300 km/h, jak dotąd żadna kobieta nie poprawiła tego wyniku.

#### Mercury 13
Na początku lat 60. Cochran zainteresowała się także podbojem Kosmosu. Chociaż wiedziała, że ze względu na wiek sama nie ma szans polecieć, sfinansowała badania i testy innych kobiet – kandydatek do żeńskiego programu kosmicznego. Współpracowała z doktorem Williamem Randolphem Lovelacem II, który był odpowiedzialny za badania kandydatów na astronautów w swojej klinice w Albuquerque. Trzynaście kandydatek przeszło pozytywnie wszystkie wstępne testy, stąd nazwa tej grupy Mercury 13. Chociaż Cochran początkowo wspierała kobiecy program z czasem, gdy zaczęła tracić nad nim kontrolę, zajęła bardziej sceptyczne stanowisko i możliwe, że jej listy do przedstawicieli US Navy i NASA, zawierające liczne wątpliwości odnośnie do funkcjonowania programu szkolenia kobiet na astronautki, przyczyniły się do jego ostatecznego niepowodzenia. Także podczas przesłuchania przed specjalną komisją w Kongresie, która miała ustalić, czy odrzucenie kobiet jako kandydatek na astronautki jest dyskryminacją, Cochran wypowiedziała się przeciwko szkoleniu kobiet ze względu na możliwe opóźnienia w całym programie kosmicznym, zagrażające pozycji USA w wyścigu kosmicznym.
Ostatecznie pierwsza Amerykanka poleciała w Kosmos dopiero w latach 80., mimo że kandydatki z grupy Mercury 13 miały średnio więcej wylatanych godzin i miały lepsze wyniki w testach niż niejeden pilot z programu Mercury, a John Glenn i Scott Carpenter, którzy w kosmos polecieli, także nie mieli wymaganego przez NASA wyższego wykształcenia. Co więcej, spełnienie wymogu wyższego wykształcenia technicznego przez kobietę w latach 60. było praktycznie niemożliwe, podobnie jak zdobycie przez kobietę doświadczenia na stanowisku wojskowego pilota doświadczalnego, które było kolejnym warunkiem przyjęcia do szkolenia na astronautę.

## Działalność polityczna

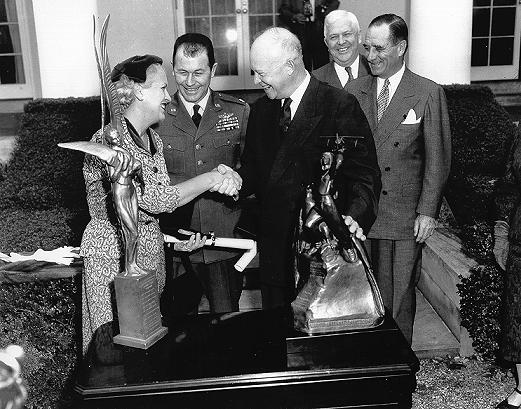
Cochran i Chuck Yeager odbierają wyróżnienia Harmon International Trophie z rąk prezydenta Dwighta Eisenhowera

W czasie II wojny światowej Cochran poznała przyszłego prezydenta, generała Dwighta Eisenhowera. W 1952 roku Cochran z mężem sfinansowali wiec przedwyborczy w Medison Square Garden, aby wesprzeć kandydaturę Eisenhowera. Wiec został sfilmowany, taśmę Cochran osobiście przewiozła przez Atlantyk, aby wyświetlić w kwaterze Eisenhowera w Paryżu i przekonać go do kandydowania na prezydenta. Wsparcie Cochran okazało się także bardzo ważne w trakcie właściwej kampanii wyborczej i istotnie przyczyniło się do wygranej generała.
Eisenhower pozostał bliskim przyjacielem Cochran i jej męża Floyda Odluma, po zakończeniu kadencji często odwiedzał ich na ranchu w Indio, gdzie między innymi spisywał swoje wspomnienia.
Ambicje polityczne Cochran sięgały dalej, w 1956 roku kandydowała do Kongresu z 29. okręgu w Kalifornii z ramienia Partii Republikańskiej. Podczas kampanii i w kartach do głosowania występowała jako Jacqueline Cochran-Odlum. Chociaż w walce o nominację republikańską pokonała pięciu mężczyzn, ostatecznie w wyborach przegrała z Demokratą Dalipem Singhiem Saundem, pierwszym w historii kongresmenem pochodzenia azjatyckiego. Saund wygrał z 54 989 głosami (51,5%) przeciwko 51 690 (48,5%) oddanych na Cochran. To wyborcze niepowodzenie było jedną z niewielu przegranych, jakich doświadczyła w życiu, jednak nie zdecydowała się kandydować ponownie. Ludzie z jej bliskiego otoczenia twierdzili, że z tą porażką nie pogodziła się do końca życia.

## Ostatnie lata życia
Ze względu na problemy zdrowotne i wszczepienie rozrusznika serca w latach 70. Cochran musiała zrezygnować z szybkiego latania. W tym czasie zajęła się szybownictwem. W roku 1971 została honorowym członkiem Stowarzyszenia Eksperymentalnych Pilotów Testowych (ang. Society of Experimental Test Pilots) oraz została, jako pierwsza żyjąca lotniczka, uhonorowana miejscem w The National Aviation Hall of Fame.
Stan zdrowia Cochran znacznie się pogorszył po śmierci jej męża w 1976 roku. Zmarła 9 sierpnia 1980 roku w swoim domu w Indio. Została pochowana na Cmentarzu Publicznym Coachella Valley.